# أحمد كاثرادا
أحمد كاثرادا (بالإنجليزية: Ahmed Kathrada) (مواليد 21 أغسطس 1929 في ترانسفال - 28 مارس 2017)، هو سياسي ومناضل جنوب أفريقي. كان سجيناً سياسياً بسبب نضاله ضد نظام الأبارتايد العنصري، حيثُ كان رفيقاً لنيلسون مانديلا في سجن روبن آيلاند. يعتبر كاثرادا أحد أبرز قادة المؤتمر الوطني الأفريقي، وبزغ نجمه خلال المفاوضات بين المؤتمر ونظام البيض، والتي أدت فيما بعد لسقوط النظام العنصري. وبعد إجراء انتخابات سنة 1994 وفوز نيلسون مانديلا أصبح كاثرادا نائباً ومستشاراً للرئيس مانديلا.